# 복막
배막(peritoneum) 또는 복막(腹膜)은 위장이나 간장 등 복부 장기의 전체 내지 일부를 가리고 있는 얇은 반투명 막이다. 복막은 복강 속에 있어, 흉막, 심막과 함께 장막에 분류된다.
복막은 양막류와 환형동물과 같은 일부 무척추동물의 복강 또는 체강의 내막을 형성하는 장액막이다. 이는 복강 내(또는 체장) 기관의 대부분을 덮고 있으며 결합 조직의 얇은 층에 의해 지지되는 중피층으로 구성된다. 이 구멍의 복막 내막은 많은 복부 기관을 지지하고 혈관, 림프관 및 신경의 도관 역할을 한다.
복강(척추뼈, 복근, 횡경막, 골반저로 둘러싸인 공간)은 복강 내 공간(복강 내에 위치하지만 복막으로 싸여 있음)과 다르다. 복강 내 공간 내의 구조를 "복강 내"(예: 위와 장)라고 하고, 복강 내 공간 뒤에 위치한 복강 내 구조를 "후복막"(예: 신장)이라고 하며, 복막 아래의 구조를 "복강 내"라고 한다. 복강내 공간은 "복강하" 또는 "복강하"(예: 방광)라고 한다.

## 구조

### 층
visceral peritoneum, 내장쪽 복막(장측복막)
parietal peritoneum, 벽쪽 복막(벽측복막)

### 세분화

#### 그물막
omentum, 그물막, 장망, 망

#### 창자간막
mesentery, 창자간막, 장간막

## 추가 이미지

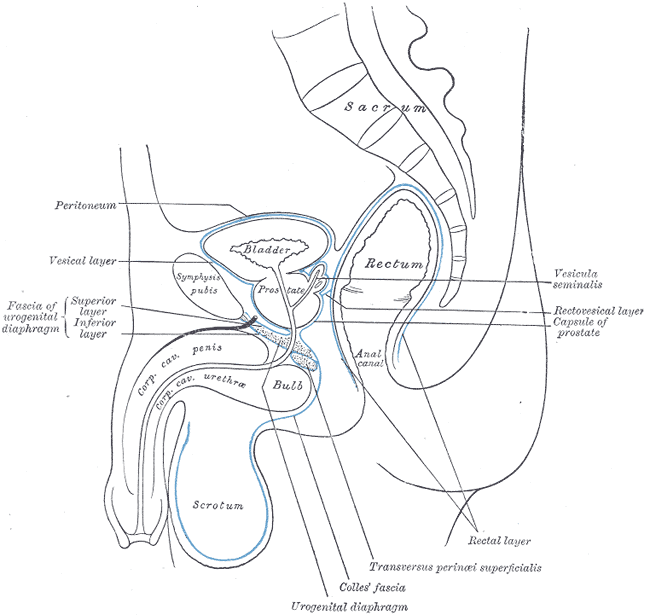
Median sagittal section of pelvis, showing the arrangement of fasciæ
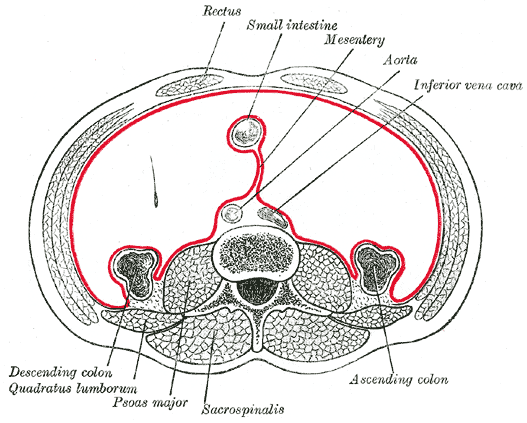
Horizontal disposition of the peritoneum in the lower part of the abdomen
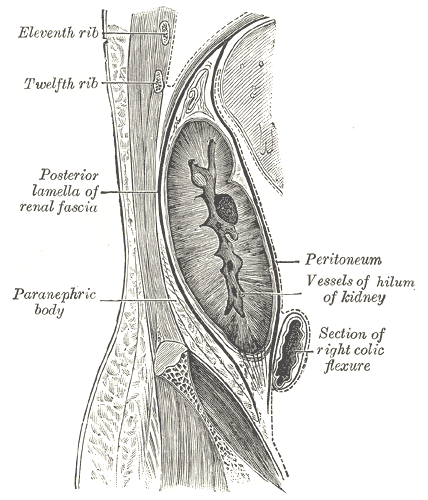
Sagittal section through posterior abdominal wall, showing the relations of the capsule of the kidney
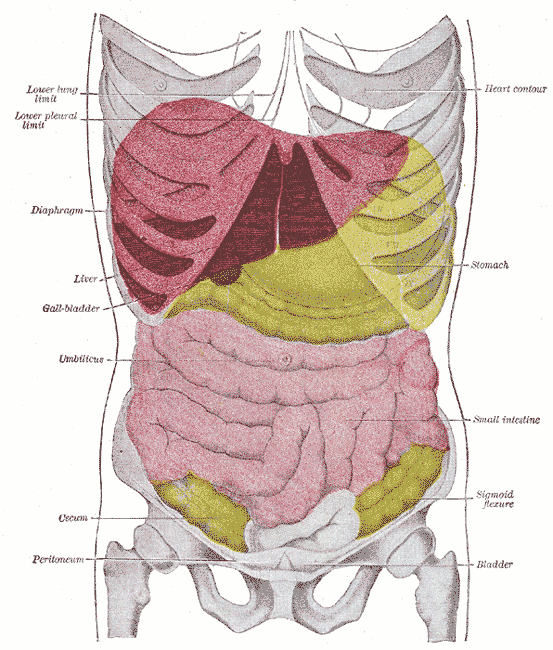
Topography of thoracic and abdominal viscera
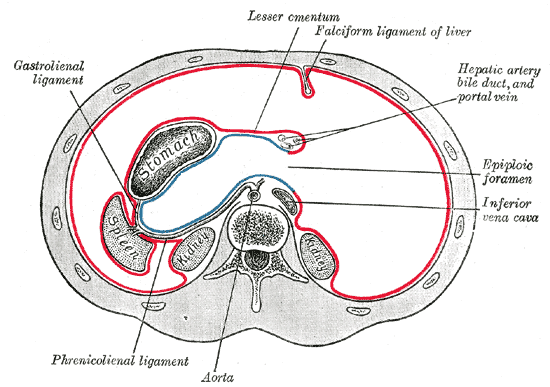
Horizontal disposition of the peritoneum in the upper part of the abdomen
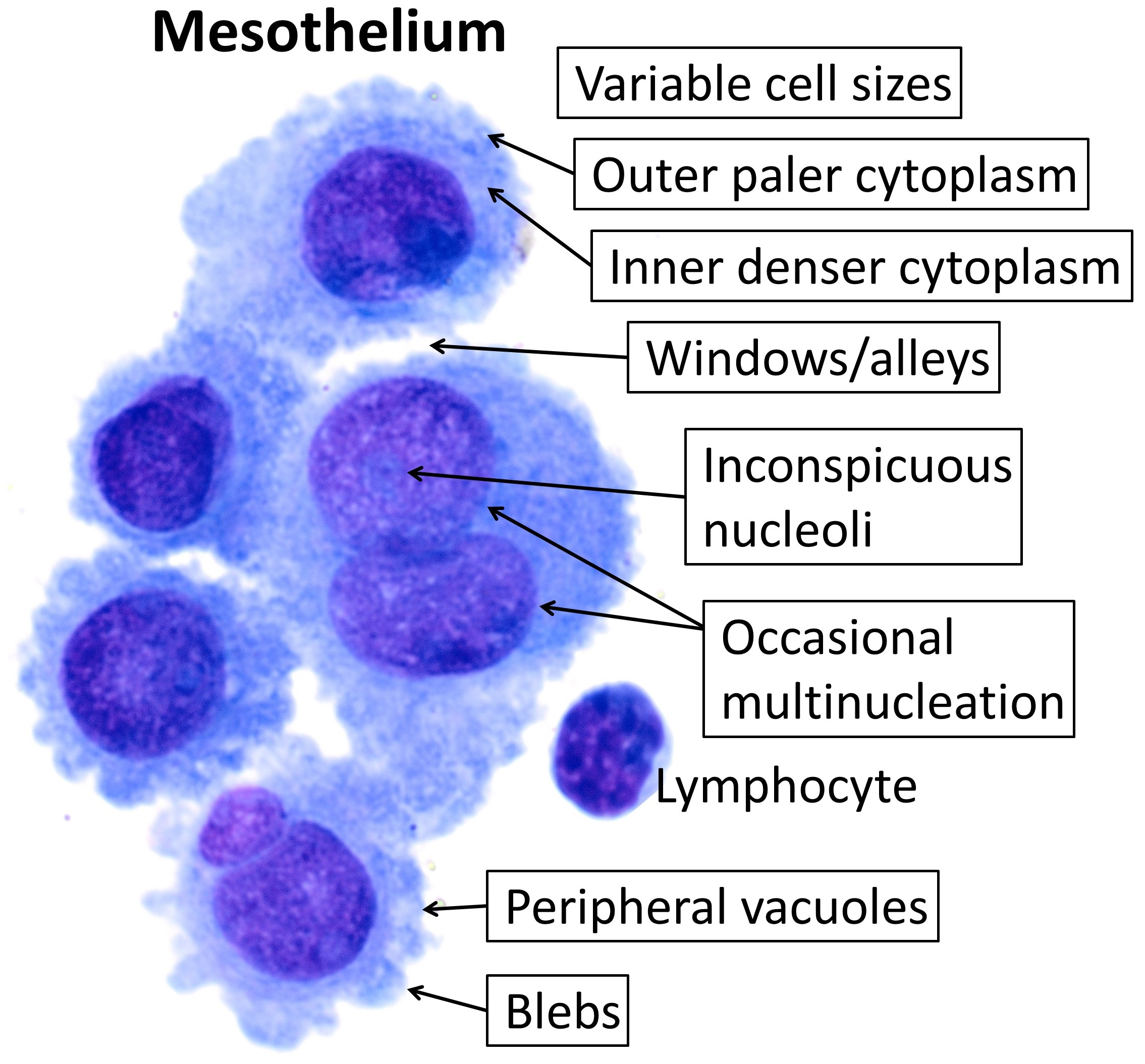
Cytology of the normal mesothelial cells that line the peritoneum, with typical features.[2] Wright's stain
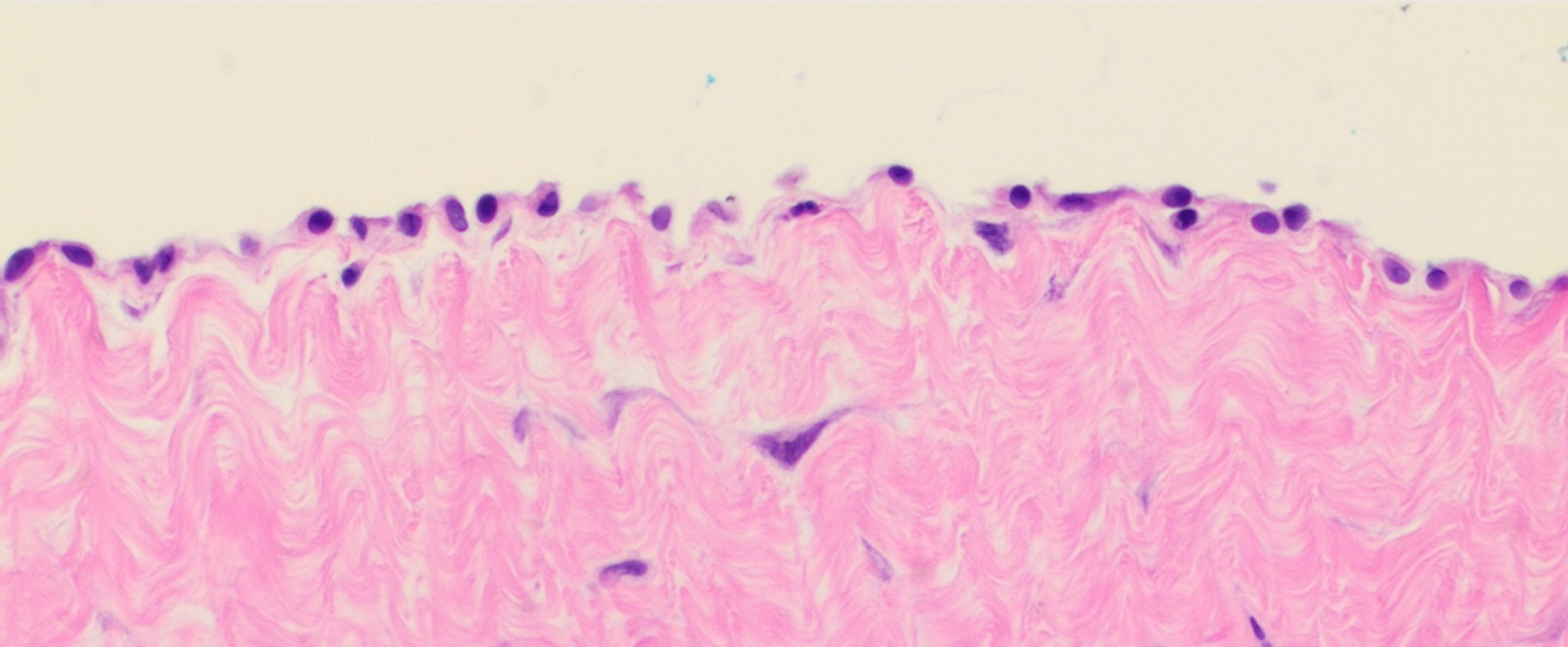
Histology of the peritoneal mesothelial lining, and underlying fibrous tissue. H&E stain.

## 같이 보기
- 샅